# Gare de Gannes
Gare de Gannes vasútállomás Franciaországban, Gannes településen.

## Vasútvonalak
Az állomást az alábbi vasútvonalak érintik:
- Párizs-Lille-vasútvonal

## Kapcsolódó állomások
A vasútállomáshoz az alábbi állomások vannak a legközelebb:
- Gare de Saint-Just-en-Chaussée
- Gare de Breteuil-Embranchement